# 스기모리 켄
스기모리 켄(일본어: 杉森建 스기모리 겐[*], 1966년 1월 27일~)은 일본의 게임 기획자·일러스트레이터·만화가이다. 
1984년 사립혼고고교 졸업. 89년 주식회사 게임프리크를 공동 창립.
타지리 사토시와는 친구 관계로서 포켓몬스터를 함께 기획하기 전부터 알고 지낸 사이. 게임 개발사 이전의 게임 잡지로서의 게임프리크의 발간에도 힘을 보태었었다. 게임 개발사 게임프리크에서는 이사와 미술감독(아트 디렉터)을 담당하여 다수한 게임의 캐릭터 디자인에 참여했다. 그런 외에 2005년 9월 22일 발매한 《스크류브레이커 굉진 도리루레로》(スクリューブレイカー 轟振どりるれろ)의 감독을 맡아보았다.
포켓몬스터 시리즈의 캐릭터 디자인에 있어서는 제1작 《포켓몬스터 적·녹》부터 비롯하여 전작품의 공식 일러스트를 몸소 그려내고 있다. 다만 모든 디자인을 자기 혼자서 만들어내는 것은 아니고 자기 이하 복수의 직원의 디자인을 가지고 최종적 공식 일러스트로서 마무리를 짓는 것이 그의 역할이다. 포켓몬스터 아니메에서도 메인 캐릭터의 디자인을 맡아보고 있으며 극장판의 디자인도 물론 그의 담당. 이러한 설정화로 말하자면 기간한정으로 게임프리크의 공식 사이트에서도 공개되고 있다.